# Edward DeRuiter
Edward „Ed“ DeRuiter ist ein US-amerikanischer Schauspieler und Drehbuchautor.

## Leben
DeRuiter studierte an der University of Southern California das Hauptfach Theater, die er mit dem Bachelor of Arts verließ. Außerdem machte er an derselben Universität einen Bachelor of Arts in Japanese. Neben seiner Muttersprache Englisch spricht er fließend Italienisch und hat Sprachkenntnisse in Japanisch und Kantonesisch. 2000 wirkte er in einer Episode der Fernsehdokuserie Arrest & Trial mit. Es folgten Episodenrollen in den Fernsehserien Popular und Für alle Fälle Amy, ehe er 2001 in The Source sein Filmdebüt feierte. 2005 spielte er im Film Krieg der Welten 3 – Wie alles begann mit. 2011 wirkte er im Film Battle of Los Angeles in der Rolle des Cpt. Arnstead mit. Im selben Jahr spielte er in Die drei Musketiere – Alle für einen und Waffen für alle! mit und war außerdem am Schreiben des Drehbuchs beteiligt. Im Folgejahr war er unter anderen im Film Flight 23 – Air Crash zu sehen. 2012 verfasste er außerdem das Drehbuch zum Tierhorrorfilm 2-Headed Shark Attack. 2015 verkörperte er im Film Mega Shark vs. Kolossus die Rolle des Spencer, 2016 folgte in Ice Sharks – Der Tod hat rasiermesserscharfe Zähne die Rolle des David. 2017 folgten Besetzungen in den Kurzfilmen Super Idiots und Super Idiots: Guns 40 to 1.

## Filmografie (Auswahl)

### Schauspiel
- 2000: Arrest & Trial (Fernsehdokuserie)
- 2001: Popular (Fernsehserie, Episode 2x14)
- 2001: Für alle Fälle Amy (Judging Amy, Fernsehserie, Episode 3x02)
- 2001: The Source
- 2005: Way of the Vampire
- 2005: Krieg der Welten 3 – Wie alles begann (H. G. Wells' War of the Worlds)
- 2007: Drive Thru
- 2011: Battle of Los Angeles
- 2011: Die drei Musketiere – Alle für einen und Waffen für alle! (3 Musketeers)
- 2012: The Girl's Guide to Depravity (Fernsehserie, Episode 1x05)
- 2012: Flight 23 – Air Crash (Air Collision)
- 2012: Adopting Terror (Fernsehfilm)
- 2012: One More Day in Hong Kong (Kurzfilm)
- 2012: Bikini Spring Break Massaker (Girls gone Dead)
- 2014: Mercenaries
- 2015: Mega Shark vs. Kolossus
- 2015: Buddy Hutchins – Falling down again (Buddy Hutchins)
- 2016: Ice Sharks – Der Tod hat rasiermesserscharfe Zähne (Ice Sharks, Fernsehfilm)
- 2017: Super Idiots (Kurzfilm)
- 2017: Super Idiots: Guns 40 to 1 (Kurzfilm)

### Drehbuch
- 2011: Die drei Musketiere – Alle für einen und Waffen für alle! (3 Musketeers)
- 2012: 2-Headed Shark Attack
- 2014: Mercenaries
- 2015: Mega Shark vs. Kolossus
- 2017: Super Idiots (Kurzfilm)
- 2017: Super Idiots: Guns 40 to 1 (Kurzfilm)

## Theater (Auswahl)
- The Hijacking of The Northern Star, SEALS Players, Hong Kong
- The Merchant of Venice, Stylus Production, Hong Kong
- Dracula, AFTEC, Hong Kong
- The Tragedy of Salome, The Actor's Gang
- Everyday Miracles, FirstStage
- Orphans, Harvard Square Theatre
- The Real Inspector Hound, Harvard Square Theatre
- The King and I, Seattle Musicomedy
- Prometheus, Denver Center Theatre
- Peace Child, Touring
- The Taming of The Shrew, Satellite Shakespeare Company
- Rosencrantz and Guildenstern are Dead, Cocoa Beach Players